# Magic Beyond Words – Die zauberhafte Geschichte der J. K. Rowling
Magic Beyond Words – Die zauberhafte Geschichte der J. K. Rowling (Originaltitel: Magic Beyond Words: The JK Rowling Story) ist ein US-amerikanischer Fernsehfilm aus dem Jahr 2011.

## Inhalt
Der Film erzählt die Lebensgeschichte von Joanne K. Rowling, insbesondere die Jahre, in denen sie als alleinerziehende Mutter auf Sozialhilfe angewiesen ist, wie sie in dieser Zeit die Idee zu Harry Potter bekommt und ihre weltberühmte Romanreihe über den Zauberlehrling beginnt. Der Film endet mit ihrem Durchbruch in den Vereinigten Staaten und der Veröffentlichung des ersten Kinofilms der Reihe, Harry Potter und der Stein der Weisen.

## Kritiken
„Der Film schildert des bewegte Leben der Autorin von ihrer Kindheit an, stellt den frühen Tod ihrer Mutter als schweren Schicksalsschlag dar und spart auch die Ehe mit einem brutalen Schläger nicht aus. Was er (naturgemäß) nicht leistet, ist darzustellen, wie die Autorin ihre ‚Harry Potter‘-Figuren gefunden hat und wie ihre überbordende Fantasie funktioniert.“

## Hintergrund
Der US-amerikanische Fernsehfilm wurde in Kanada gedreht, auch wenn die Handlung in England spielt.
Der Film wurde erstmals im Juni 2011 im US-amerikanischen Fernsehen gezeigt. Er wurde danach auch in Kanada, Frankreich und Ungarn vertrieben.
Im April 2012 erschien der Film in Deutschland auf DVD. Im deutschen Fernsehen lief der Film erstmals am 1. Mai 2012 auf RTL.